# Turn- und Sportverein Bayer 04 Leverkusen 1995-1996
Questa voce raccoglie le informazioni riguardanti il Turn- und Sportverein Bayer 04 Leverkusen nelle competizioni ufficiali della stagione 1995-1996.

## Stagione
Nella stagione 1995-1996 il Bayer Leverkusen, allenato da Erich Ribbeck e Peter Hermann, concluse il campionato di Bundesliga al 14º posto. In Coppa di Germania il Bayer Leverkusen fu eliminato in semifinale dal Kaiserslautern. In Coppa Intertoto il Bayer Leverkusen fu eliminato ai quarti di finale dallo Tirol Innsbruck. Ioan Lupescu (Romania) fu l'unico calciatore della rosa a partecipare ai campionati europei dei quell'anno.

## Maglie e sponsor
Lo sponsor che compare sulle maglie della società è Alka-Seltzer, prodotto della casa farmaceutica Bayer proprietaria del team.
Lo sponsor tecnico è il marchio Tedesco Adidas.
| Casa |

## Rosa
| N. |                     | Ruolo | Calciatore       |
| -- | ------------------- | ----- | ---------------- |
| 1  | Germania (bandiera) | P     | Rüdiger Vollborn |
| 2  | Germania (bandiera) | C     | Mike Rietpietsch |
| 3  | Germania (bandiera) | D     | Markus Happe     |
| 4  | Germania (bandiera) | D     | Christian Wörns  |
| 5  | Romania (bandiera)  | C     | Ioan Lupescu     |
| 6  | Brasile (bandiera)  | D     | Rodrigo Chagas   |
| 7  | Brasile (bandiera)  | A     | Paulo Sérgio     |
| 8  | Germania (bandiera) | C     | Bernd Schuster   |
| 9  | Germania (bandiera) | A     | Ulf Kirsten      |
| 10 | Brasile (bandiera)  | C     | Ramon Menezes    |
| 12 | Ghana (bandiera)    | D     | Daniel Addo      |
| 13 | Germania (bandiera) | A     | Rudi Völler      |
| 14 | Germania (bandiera) | A     | Markus Feldhoff  |
| 15 | Germania (bandiera) | C     | Mario Tolkmitt   |

| N. |                        | Ruolo | Calciatore          |
| -- | ---------------------- | ----- | ------------------- |
| 17 | Germania (bandiera)    | C     | Hans-Peter Lehnhoff |
| 18 | Stati Uniti (bandiera) | C     | Claudio Reyna       |
| 20 | Germania (bandiera)    | D     | Holger Fach         |
| 21 | Germania (bandiera)    | C     | Andreas Neuendorf   |
| 22 | Germania (bandiera)    | D     | Markus Münch        |
| 23 | Germania (bandiera)    | P     | Dirk Heinen         |
| 24 | Germania (bandiera)    | A     | Sebastian Helbig    |
| 28 | Germania (bandiera)    | C     | Carsten Ramelow     |
| 30 | Germania (bandiera)    | C     | Jupp Nehl           |
| 26 | Germania (bandiera)    | D     | Carsten Baumann     |
| 11 | Germania (bandiera)    | D     | René Hahn           |
| 29 | Germania (bandiera)    | C     | Christoph Chylla    |
| 16 | Ghana (bandiera)       | A     | Sebastian Barnes    |

## Organigramma societario
Area tecnica
- Allenatore: Peter Hermann
- Allenatore in seconda:
- Preparatore dei portieri: Werner Friese
- Preparatori atletici:

## Calciomercato

### Sessione estiva
| Acquisti | Acquisti         | Acquisti            | Acquisti |
| R.       | Nome             | da                  | Modalità |
| -------- | ---------------- | ------------------- | -------- |
| D        | Holger Fach      | Borussia M'gladbach |          |
| A        | Markus Feldhoff  | Uerdingen 05        |          |
| A        | Sebastian Helbig | Rot-Weiß Erfurt     |          |
| C        | Ramon Menezes    | Vitória             |          |
| D        | Rodrigo Chagas   | Vitória             |          |
| C        | Marcus Voike     | Bayer Leverkusen II |          |

| Cessioni | Cessioni         | Cessioni             | Cessioni |
| R.       | Nome             | a                    | Modalità |
| -------- | ---------------- | -------------------- | -------- |
| C        | Ralf Becker      | St. Pauli            |          |
| C        | Pavel Hapal      | Tenerife             |          |
| A        | Markus Kurth     | Norimberga           |          |
| A        | Andreas Thom     | Celtic               |          |
| C        | Thomas Vana      | Duisburg             |          |
| C        | Markus Anfang    | Fortuna Düsseldorf   |          |
| A        | Taifour Diane    | Saarbrücken          |          |
| D        | Tom Dooley       | Schalke 04           |          |
| C        | Volker Lindinger | Alemannia Aquisgrana |          |
| D        | Jens Melzig      | Chemnitz             |          |
| C        | Heiko Scholz     | Werder Brema         |          |

### Sessione invernale
| Acquisti | Acquisti        | Acquisti       | Acquisti |
| R.       | Nome            | da             | Modalità |
| -------- | --------------- | -------------- | -------- |
| C        | Carsten Ramelow | Hertha Berlino |          |

| Cessioni | Cessioni | Cessioni | Cessioni |
| R.       | Nome     | a        | Modalità |
| -------- | -------- | -------- | -------- |

## Risultati

### Bundesliga

#### Girone di andata
| Arbitro: | Malbranc |

|              |           |                           |
| Baumgart 23’ | Marcatori | 17’ Schuster 87’ Feldhoff |

| Arbitro: | Fröhlich |

|            |           |                   |
| Völler 56’ | Marcatori | 65’ (rig.) Möller |

| Mönchengladbach 29 agosto 1995, ore 20:00 CEST 3ª giornata | Borussia M'gladbach | 0 – 0 referto | Bayer Leverkusen | Bökelbergstadion (31 600 spett.)\| Arbitro: \| Steinborn \| |
| Arbitro:                                                   | Steinborn           |               |                  |                                                             |

| Arbitro: | Albrecht |

|             |           |                    |
| Kirsten 55’ | Marcatori | 54’ (rig.) Pröpper |

| Arbitro: | Heynemann |

|           |           |                                         |
| Kruse 47’ | Marcatori | 55’ Völler 75’, 85’ Kirsten 88’ Menezes |

| Arbitro: | Habermann |

|                     |           |  |
| Völler 14’ Fach 71’ | Marcatori |  |

| Arbitro: | Kasper |

|                      |           |  |
| Klinsmann 89’ (rig.) | Marcatori |  |

| Arbitro: | Scheuerer |

|                       |           |                         |
| Sérgio 19’ Völler 71’ | Marcatori | 38’ Basler 72’ Neubarth |

| Arbitro: | Steinborn |

|                            |           |                         |
| Munteanu 34’ Gaißmayer 66’ | Marcatori | 11’ Feldhoff 37’ Sérgio |

| Leverkusen 20 ottobre 1995, ore 20:00 CET 10ª giornata | Bayer Leverkusen | 0 – 0 referto | Schalke 04 | Ulrich-Haberland-Stadion (26 500 spett.)\| Arbitro: \| Zerr \| |
| Arbitro:                                               | Zerr             |               |            |                                                                |

| Arbitro: | Hufgard |

|            |           |            |
| Buncol 51’ | Marcatori | 37’ Völler |

| Arbitro: | Wagner |

|  |           |               |
|  | Marcatori | 4’ Ivanauskas |

| Arbitro: | Fleske |

|             |           |                                          |
| Nowotny 74’ | Marcatori | 34’, 69’ Völler 38’ Kirsten 63’ Feldhoff |

| Arbitro: | Kemmling |

|                      |           |            |
| Wörns 9’ Kirsten 74’ | Marcatori | 69’ Meijer |

| Arbitro: | Malbranc |

|  |           |            |
|  | Marcatori | 68’ Chagas |

| Arbitro: | Scheuerer |

|  |           |              |
|  | Marcatori | 8’ Decheiver |

| Arbitro: | Fröhlich |

|            |           |  |
| Rische 58’ | Marcatori |  |

#### Girone di ritorno
| Arbitro: | Fleischer |

|                  |           |  |
| Ramelow 12’, 76’ | Marcatori |  |

| Arbitro: | Wagner |

|                         |           |  |
| Zorc 8’ Júlio César 73’ | Marcatori |  |

| Leverkusen 23 febbraio 1996, ore 20:00 CET 20ª giornata | Bayer Leverkusen | 0 – 0 referto | Borussia M'gladbach | Ulrich-Haberland-Stadion (21 000 spett.)\| Arbitro: \| Krug \| |
| Arbitro:                                                | Krug             |               |                     |                                                                |

| Arbitro: | Fleske |

|                           |           |            |
| Driller 61’ Scharping 84’ | Marcatori | 74’ Völler |

| Leverkusen 8 marzo 1996, ore 20:00 CET 22ª giornata | Bayer Leverkusen | 0 – 0 referto | Stoccarda | Ulrich-Haberland-Stadion (21 400 spett.)\| Arbitro: \| Buchhart \| |
| Arbitro:                                            | Buchhart         |               |           |                                                                    |

| Arbitro: | Albrecht |

|                 |           |          |
| Doll 90’ (rig.) | Marcatori | 90’ Fach |

| Arbitro: | Steinborn |

|            |           |                            |
| Sérgio 41’ | Marcatori | 40’ Nerlinger 54’ Matthäus |

| Arbitro: | Frey |

|                  |           |               |
| Labbadia 4’, 78’ | Marcatori | 56’ Neuendorf |

| Arbitro: | Berg |

|             |           |                              |
| Kirsten 30’ | Marcatori | 10’ Beiersdorfer 87’ Polster |

| Arbitro: | Kemmling |

|            |           |            |
| Wagner 89’ | Marcatori | 6’ Kirsten |

| Leverkusen 14 aprile 1996, ore 18:00 CEST 28ª giornata | Bayer Leverkusen | 0 – 0 referto | Fortuna Düsseldorf | Ulrich-Haberland-Stadion (26 500 spett.)\| Arbitro: \| Heynemann \| |
| Arbitro:                                               | Heynemann        |               |                    |                                                                     |

| Arbitro: | Merk |

|                              |           |                             |
| Albertz 20’ Spörl 87’ (rig.) | Marcatori | 41’ Völler 71’ (rig.) Wörns |

| Arbitro: | Habermann |

|              |           |                      |
| Lehnhoff 22’ | Marcatori | 1’ Bender 54’ Tarnat |

| Arbitro: | Steinborn |

|                                    |           |  |
| Leśniak 31’ Steffen 47’ Laeßig 83’ | Marcatori |  |

| Arbitro: | Kasper |

|                        |           |            |
| Völler 22’ Kirsten 64’ | Marcatori | 72’ Bodden |

| Arbitro: | Krug |

|                        |           |            |
| Jurčević 32’ Zeyer 40’ | Marcatori | 76’ Sérgio |

| Arbitro: | Heynemann |

|           |           |          |
| Münch 82’ | Marcatori | 58’ Kuka |

### Coppa di Germania
| Arbitro: | Kasper |

|  |           |                        |
|  | Marcatori | 73’ Kirsten 88’ Völler |

| Arbitro: | Werthmann |

|                      |           |  |
| Fach 19’ Kirsten 90’ | Marcatori |  |

| Arbitro: | Buchhart |

|                                  |                      |                                             |
| Helmig 42’, 76’ Dondera 57’, 74’ | Marcatori            | 36’ Feldhoff 48’ Sérgio 63’ Fach 73’ Völler |
| Helmig Schreier Thiele           | Tiri di rigore 1 – 4 | Lupescu Neuendorf Menezes Schuster          |

| Arbitro: | Albrecht |

|                                            |                      |                                             |
| Wiedemann Aurich Topor Dau Hoffmann Bergen | Tiri di rigore 4 – 5 | Lupescu Barnes Münch Schuster Völler Sérgio |

| Arbitro: | Strampe |

|            |           |  |
| Kadlec 34’ | Marcatori |  |

### Coppa Intertoto

#### Fase a gironi
| 25 giugno 1995 1ª giornata |  | – Turno di riposo |  |  |

| Arbitro: | Ulrich |

|           |           |  |
| Kurth 36’ | Marcatori |  |

| Arbitro: | Gerner |

|                 |           |                                                    |
| Staleliunas 87’ | Marcatori | 24’, 50’, 59’ Barnes 41’ Kurth 51’ Becker 82’ Addo |

| Arbitro: | Veissière |

|                                 |           |  |
| Völler 27’ Thom 67’ Kirsten 89’ | Marcatori |  |

| Arbitro: | Détruche |

|  |           |                       |
|  | Marcatori | 6’ Sérgio 14’ Kirsten |

#### Fase ad eliminazione diretta
| Arbitro: | Przesmycki |

|                                                            |           |                          |
| Völler 39’ (rig.) Lehnhoff 45’ Kirsten 67’ Sérgio 88’, 90’ | Marcatori | 3’ Pedersen 73’ Pedersen |

| Arbitro: | Sundell |

|                                     |                      |                                   |
| Streiter 31’ (rig.) Baur 84’        | Marcatori            | 24’ Menezes 50’ Völler            |
| Cerny Brzęczek Grüner Baur Streiter | Tiri di rigore 5 – 3 | Sérgio Lupescu Neuendorf Schuster |

## Statistiche

### Statistiche di squadra
| Competizione      | Punti | In casa | In casa | In casa | In casa | In casa | In casa | In trasferta | In trasferta | In trasferta | In trasferta | In trasferta | In trasferta | Totale | Totale | Totale | Totale | Totale | Totale | DR  |
| Competizione      | Punti | G       | V       | N       | P       | Gf      | Gs      | G            | V            | N            | P            | Gf           | Gs           | G      | V      | N      | P      | Gf     | Gs     | DR  |
| ----------------- | ----- | ------- | ------- | ------- | ------- | ------- | ------- | ------------ | ------------ | ------------ | ------------ | ------------ | ------------ | ------ | ------ | ------ | ------ | ------ | ------ | --- |
| Bundesliga        | 38    | 17      | 4       | 8       | 5       | 16      | 15      | 17           | 4            | 6            | 7            | 21           | 23           | 34     | 8      | 14     | 12     | 37     | 38     | -1  |
| Coppa di Germania | -     | 1       | 1       | 0       | 0       | 2       | 0       | 4            | 1            | 2            | 1            | 6            | 5            | 5      | 2      | 2      | 1      | 8      | 5      | +3  |
| Coppa Intertoto   | -     | 3       | 3       | 0       | 0       | 9       | 2       | 3            | 2            | 1            | 0            | 10           | 3            | 6      | 5      | 1      | 0      | 19     | 5      | +14 |
| Totale            | 38    | 21      | 8       | 8       | 5       | 27      | 17      | 24           | 7            | 9            | 8            | 37           | 31           | 45     | 15     | 17     | 13     | 64     | 48     | +16 |

### Andamento in campionato
| Giornata  | 1 | 2 | 3 | 4 | 5 | 6 | 7 | 8 | 9 | 10 | 11 | 12 | 13 | 14 | 15 | 16 | 17 | 18 | 19 | 20 | 21 | 22 | 23 | 24 | 25 | 26 | 27 | 28 | 29 | 30 | 31 | 32 | 33 | 34 |
| --------- | - | - | - | - | - | - | - | - | - | -- | -- | -- | -- | -- | -- | -- | -- | -- | -- | -- | -- | -- | -- | -- | -- | -- | -- | -- | -- | -- | -- | -- | -- | -- |
| Luogo     | T | C | T | C | T | C | T | C | T | C  | T  | C  | T  | C  | T  | C  | T  | C  | T  | C  | T  | C  | T  | C  | T  | C  | T  | C  | T  | C  | T  | C  | T  | C  |
| Risultato | V | N | N | N | V | V | P | N | N | N  | N  | P  | V  | V  | V  | P  | P  | V  | P  | N  | P  | N  | N  | P  | P  | P  | N  | N  | N  | P  | P  | V  | P  | N  |
| Posizione | 3 | 4 | 8 | 6 | 3 | 2 | 3 | 4 | 5 | 6  | 5  | 6  | 4  | 4  | 3  | 5  | 6  | 6  | 7  | 6  | 7  | 7  | 8  | 9  | 9  | 12 | 13 | 12 | 12 | 13 | 15 | 13 | 14 | 14 |

Legenda:

Luogo: C = Casa; T = Trasferta. Risultato: V = Vittoria; N = Pareggio; P = Sconfitta.

### Statistiche dei giocatori
| Giocatore      | Bundesliga | Bundesliga | Bundesliga  | Bundesliga | Coppa di Germania | Coppa di Germania | Coppa di Germania | Coppa di Germania | Coppa Intertoto | Coppa Intertoto | Coppa Intertoto | Coppa Intertoto | Totale   | Totale | Totale      | Totale     |
| Giocatore      | Presenze   | Reti       | Ammonizioni | Espulsioni | Presenze          | Reti              | Ammonizioni       | Espulsioni        | Presenze        | Reti            | Ammonizioni     | Espulsioni      | Presenze | Reti   | Ammonizioni | Espulsioni |
| -------------- | ---------- | ---------- | ----------- | ---------- | ----------------- | ----------------- | ----------------- | ----------------- | --------------- | --------------- | --------------- | --------------- | -------- | ------ | ----------- | ---------- |
| D. Addo        | 0          | 0          | 0           | 0          | 0                 | 0                 | 0                 | 0                 | 4               | 1               | 0               | 0               | 4        | 1      | 0           | 0          |
| S. Barnes      | 0          | 0          | 0           | 0          | 2                 | 0                 | 0                 | 0                 | 4               | 3               | 2               | 0               | 6        | 3      | 2           | 0          |
| C. Baumann     | 0          | 0          | 0           | 0          | 0                 | 0                 | 0                 | 0                 | 2               | 0               | 0               | 0               | 2        | 0      | 0           | 0          |
| R. Becker      | 0          | 0          | 0           | 0          | 0                 | 0                 | 0                 | 0                 | 2               | 1               | 0               | 0               | 2        | 1      | 0           | 0          |
| R. Chagas      | 27         | 1          | 4           | 2          | 4                 | 0                 | 2                 | 0                 | 0               | 0               | 0               | 0               | 31       | 1      | 6           | 2          |
| C. Chylla      | 0          | 0          | 0           | 0          | 0                 | 0                 | 0                 | 0                 | 1               | 0               | 0               | 0               | 1        | 0      | 0           | 0          |
| H. Fach        | 31         | 2          | 2           | 0          | 5                 | 2                 | 2                 | 0                 | 2               | 0               | 0               | 0               | 38       | 4      | 4           | 0          |
| M. Feldhoff    | 33         | 3          | 1           | 0          | 5                 | 1                 | 1                 | 0                 | 4               | 0               | 0               | 0               | 42       | 4      | 2           | 0          |
| R. Hahn        | 0          | 0          | 0           | 0          | 0                 | 0                 | 0                 | 0                 | 2               | 0               | 1               | 0               | 2        | 0      | 1           | 0          |
| P. Hapal       | 0          | 0          | 0           | 0          | 0                 | 0                 | 0                 | 0                 | 1               | 0               | 0               | 0               | 1        | 0      | 0           | 0          |
| M. Happe       | 14         | 0          | 0           | 0          | 3                 | 0                 | 0                 | 0                 | 4               | 0               | 0               | 0               | 21       | 0      | 0           | 0          |
| D. Heinen      | 34         | 0          | 0           | 0          | 5                 | 0                 | 0                 | 0                 | 4               | 0               | 0               | 0               | 43       | 0      | 0           | 0          |
| S. Helbig      | 2          | 0          | 0           | 0          | 0                 | 0                 | 0                 | 0                 | 0               | 0               | 0               | 0               | 2        | 0      | 0           | 0          |
| U. Kirsten     | 29         | 8          | 8           | 1          | 3                 | 2                 | 2                 | 0                 | 4               | 3               | 1               | 0               | 36       | 13     | 11          | 1          |
| M. Kurth       | 0          | 0          | 0           | 0          | 0                 | 0                 | 0                 | 0                 | 2               | 2               | 0               | 0               | 2        | 2      | 0           | 0          |
| H. Lehnhoff    | 30         | 1          | 3           | 0          | 4                 | 0                 | 0                 | 0                 | 4               | 1               | 0               | 0               | 38       | 2      | 3           | 0          |
| I. Lupescu     | 30         | 0          | 10          | 0          | 5                 | 0                 | 1                 | 0                 | 2               | 0               | 2               | 0               | 37       | 0      | 13          | 0          |
| R. Menezes     | 15         | 1          | 1           | 0          | 3                 | 0                 | 1                 | 0                 | 2               | 1               | 0               | 0               | 20       | 2      | 2           | 0          |
| M. Münch       | 32         | 1          | 5           | 1          | 5                 | 0                 | 1                 | 0                 | 4               | 0               | 0               | 0               | 41       | 1      | 6           | 1          |
| J. Nehl        | 1          | 0          | 1           | 0          | 0                 | 0                 | 0                 | 0                 | 2               | 0               | 1               | 0               | 3        | 0      | 2           | 0          |
| A. Neuendorf   | 20         | 1          | 7           | 1          | 3                 | 0                 | 1                 | 0                 | 5               | 0               | 1               | 0               | 28       | 1      | 9           | 1          |
| C. Ramelow     | 15         | 2          | 2           | 1          | 1                 | 0                 | 0                 | 0                 | 0               | 0               | 0               | 0               | 16       | 2      | 2           | 1          |
| C. Reyna       | 21         | 0          | 1           | 0          | 1                 | 0                 | 0                 | 0                 | 1               | 0               | 0               | 0               | 23       | 0      | 1           | 0          |
| M. Rietpietsch | 18         | 0          | 2           | 0          | 1                 | 0                 | 0                 | 0                 | 6               | 0               | 1               | 0               | 25       | 0      | 3           | 0          |
| B. Schuster    | 8          | 1          | 1           | 1          | 3                 | 0                 | 2                 | 0                 | 4               | 0               | 0               | 0               | 15       | 1      | 3           | 1          |
| P. Sérgio      | 28         | 4          | 6           | 0          | 5                 | 1                 | 1                 | 1                 | 3               | 3               | 0               | 0               | 36       | 8      | 7           | 1          |
| A. Thom        | 0          | 0          | 0           | 0          | 0                 | 0                 | 0                 | 0                 | 1               | 1               | 0               | 0               | 1        | 1      | 0           | 0          |
| M. Tolkmitt    | 14         | 0          | 0           | 0          | 2                 | 0                 | 0                 | 0                 | 3               | 0               | 0               | 0               | 19       | 0      | 0           | 0          |
| T. Vana        | 0          | 0          | 0           | 0          | 0                 | 0                 | 0                 | 0                 | 2               | 0               | 0               | 0               | 2        | 0      | 0           | 0          |
| M. Voike       | 0          | 0          | 0           | 0          | 0                 | 0                 | 0                 | 0                 | 1               | 0               | 0               | 0               | 1        | 0      | 0           | 0          |
| R. Vollborn    | 0          | 0          | 0           | 0          | 0                 | 0                 | 0                 | 0                 | 2               | 0               | 0               | 0               | 2        | 0      | 0           | 0          |
| R. Völler      | 32         | 10         | 9           | 0          | 5                 | 2                 | 1                 | 0                 | 4               | 3               | 1               | 0               | 41       | 15     | 11          | 0          |
| C. Wörns       | 25         | 2          | 5           | 1          | 3                 | 0                 | 0                 | 0                 | 0               | 0               | 0               | 0               | 28       | 2      | 5           | 1          |